# فرودگاه هیرشیما–نیشی
فرودگاه هیرشیما-نیشی (به انگلیسی: Hiroshima-Nishi Airport) (به زبان بومی: Hiroshimanishi Airport) یک فرودگاه همگانی با کد یاتا HIW است که یک باند فرود آسفالت و بتن دارد و طول باند آن ۱۸۰۰ متر است. این فرودگاه در شهر هیروشیما کشور ژاپن قرار دارد .